# Tyrannus verticalis
Tyrannus verticalis là một loài chim trong họ Tyrannidae.